# Carterius, Stiriacus, Tobias, Eudoxius en Agapius van Sebaste

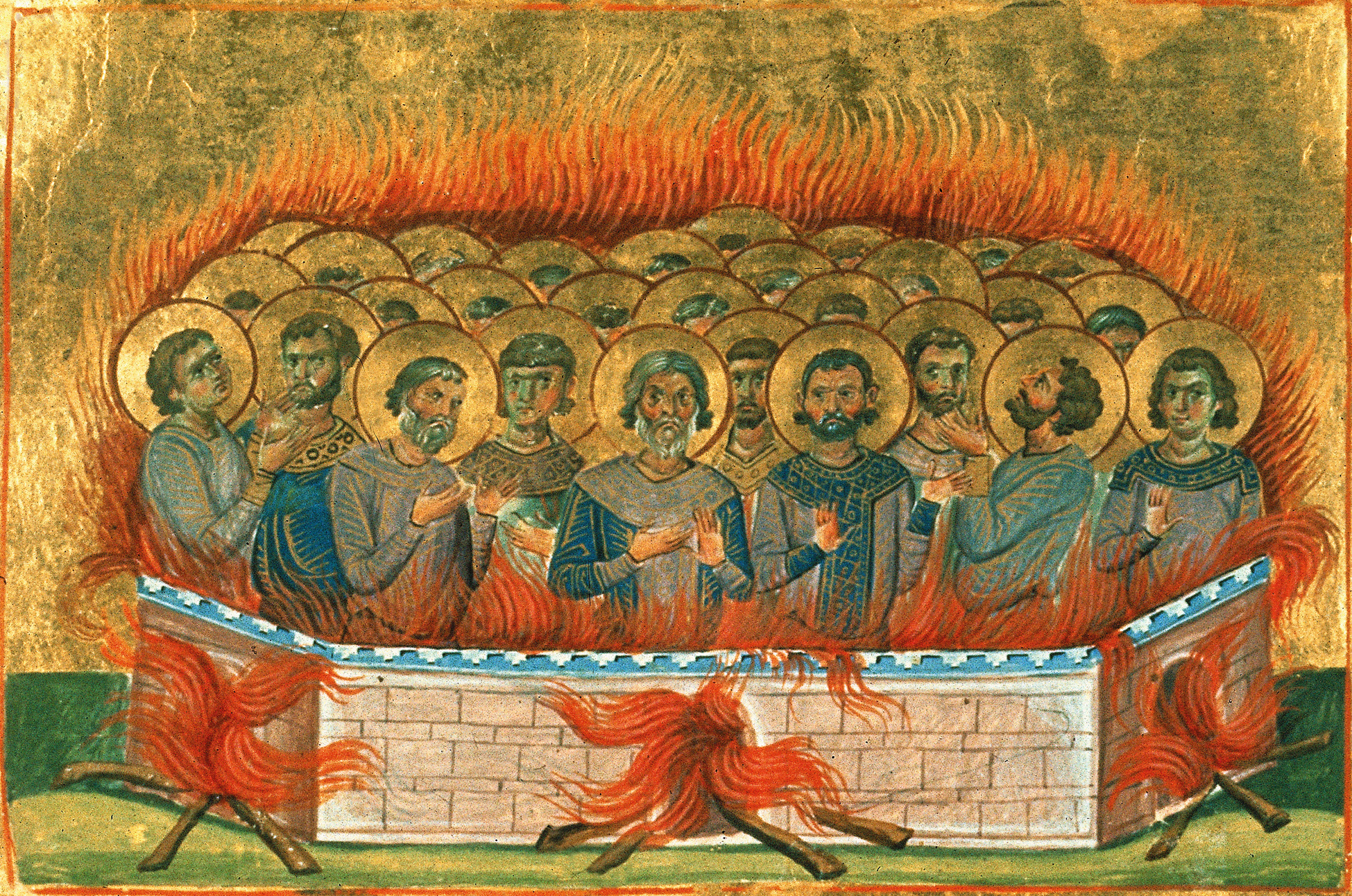
Carterius en andere soldaten op de brandstapel

De Romeinse soldaten Carterius, Stiriacus, Tobias, Eudoxius en Agapius werden circa 320 op de brandstapel terecht gesteld voor hun christelijk geloof. Dit gebeurde in Sebaste(ia) in de Romeinse provincie Armenia Minor; de moderne naam van de stad is Sivas in Turkije.
In Sebaste was het XIIe Legioen gekazerneerd, bijgenaamd Fulminata of de Bliksemende. Gouverneur Marcus Agricolaos voerde de bevelen van keizer Licinius uit om christenen te executeren. Deze christenen zaten ook in het legioen. Gouverneur Marcus Agricolaos is ook bekend van andere christenvervolgingen in het XIIe Legioen, met name deze van de Veertig martelaren van Sebaste.
Hagiografen zagen Carterius als de commandant van deze groep soldaten. Mogelijks waren er meer soldaten op de brandstapel; Sirletus voegde nog de volgende namen toe: Atticus, Marinus, Oceanus, Eustachius en Nicopolitanus (of Nicopoliton). 
In de Roomse Kerk valt hun feestdag op Allerzielen, 2 november; hun namen worden opgesomd met de vermelding “en medesoldaten”.